# Flores (Buenos Aires)
Flores es un barrio oficial de la Ciudad Autónoma de Buenos Aires, Argentina, que se encuentra en la Comuna 7. Está delimitado por la avenida Gaona, Donato Álvarez, Curapaligüe, avenida Directorio, avenida Castañares, Curapaligüe, Camilo Torres y Tenorio, avenida Riestra, Agustín de Vedia, avenida Perito Moreno, avenida Castañares, Lacarra, avenida Luis Dellepiane, autopista 25 de Mayo, Portela y Cuenca. Limita con los barrios de Villa Santa Rita y Villa Mitre al norte, Caballito y Parque Chacabuco al este, Nueva Pompeya y Villa Soldati al sur, y Parque Avellaneda y Floresta al oeste.
Tiene 8,6 km², y alrededor de 142 695 habitantes según el censo de 2001. Su densidad poblacional es de 16.592,4 habitantes/km².
Hasta 1887 constituyó un territorio dependiente de la Provincia de Buenos Aires. Luego fue incorporado a la ciudad de Buenos Aires, declarada pocos años antes Capital Federal del país. Entre los personajes notables que dieron vida al barrio se destaca el Papa Francisco, que vivió allí durante su infancia y juventud y luego desarrolló parte de su actividad pastoral.

## Historia
En sus orígenes, Flores era un pueblo a la vera del Camino Real del Oeste (la actual avenida Rivadavia). Fue una parada obligada de carretas entre el viaje de Buenos Aires a Luján.
El 24 de enero de 1812, hizo campamento en Flores el general Manuel Belgrano, en la marcha que lo llevaría, junto al Regimiento de Patricios, a la Villa del Rosario y que daría lugar a la creación de la bandera Nacional.
El 25 de mayo de 1853 -durante el sitio de Buenos Aires encabezado por Hilario Lagos-, haciéndose  presente en el pueblo de Flores, el General Urquiza con sus tropas juró la constitución nacional.
En 1859 se firmó allí el Pacto de Unión Nacional, llamado por ello de San José de Flores, disponiendo la reincorporación del Estado de Buenos Aires a la Confederación Argentina con la aceptación de la constitución por parte de la Provincia de Buenos Aires.
Flores era por ese entonces un poblado de quintas (casas de campo) de los vecinos ricos de Buenos Aires. Sobreviven partes de las edificaciones de esas quintas, que albergaron a notables; y fue refugio de muchos porteños durante la grave epidemia de fiebre amarilla de 1871, que provocó muchas muertes en la ciudad de Buenos Aires.
Recién en 1887 un acuerdo entre las autoridades nacionales y de la Provincia de Buenos Aires permitió que el territorio del Partido de Flores y el Partido de Belgrano fueran incorporados a Buenos Aires como parte de la Capital Federal del país.

## Características

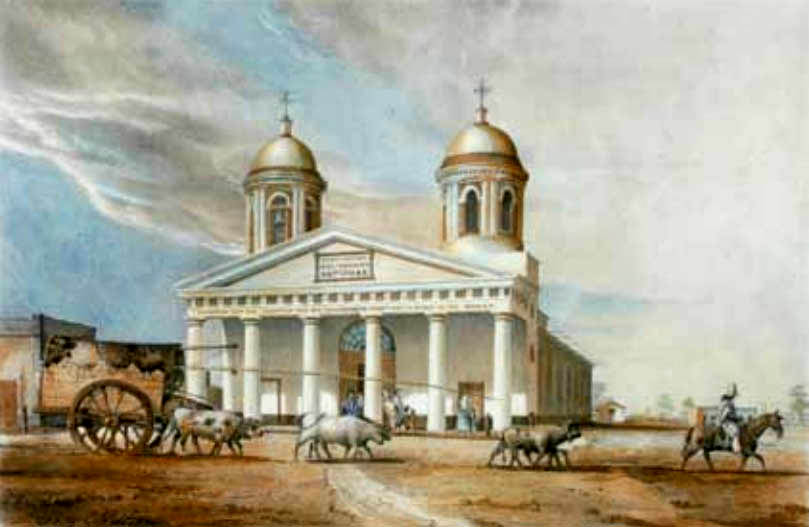
Templo original, dibujo de Carlos E. Pellegrini 1840

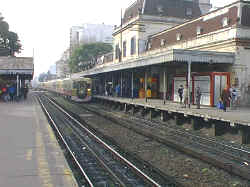
Estación de tren de Flores.

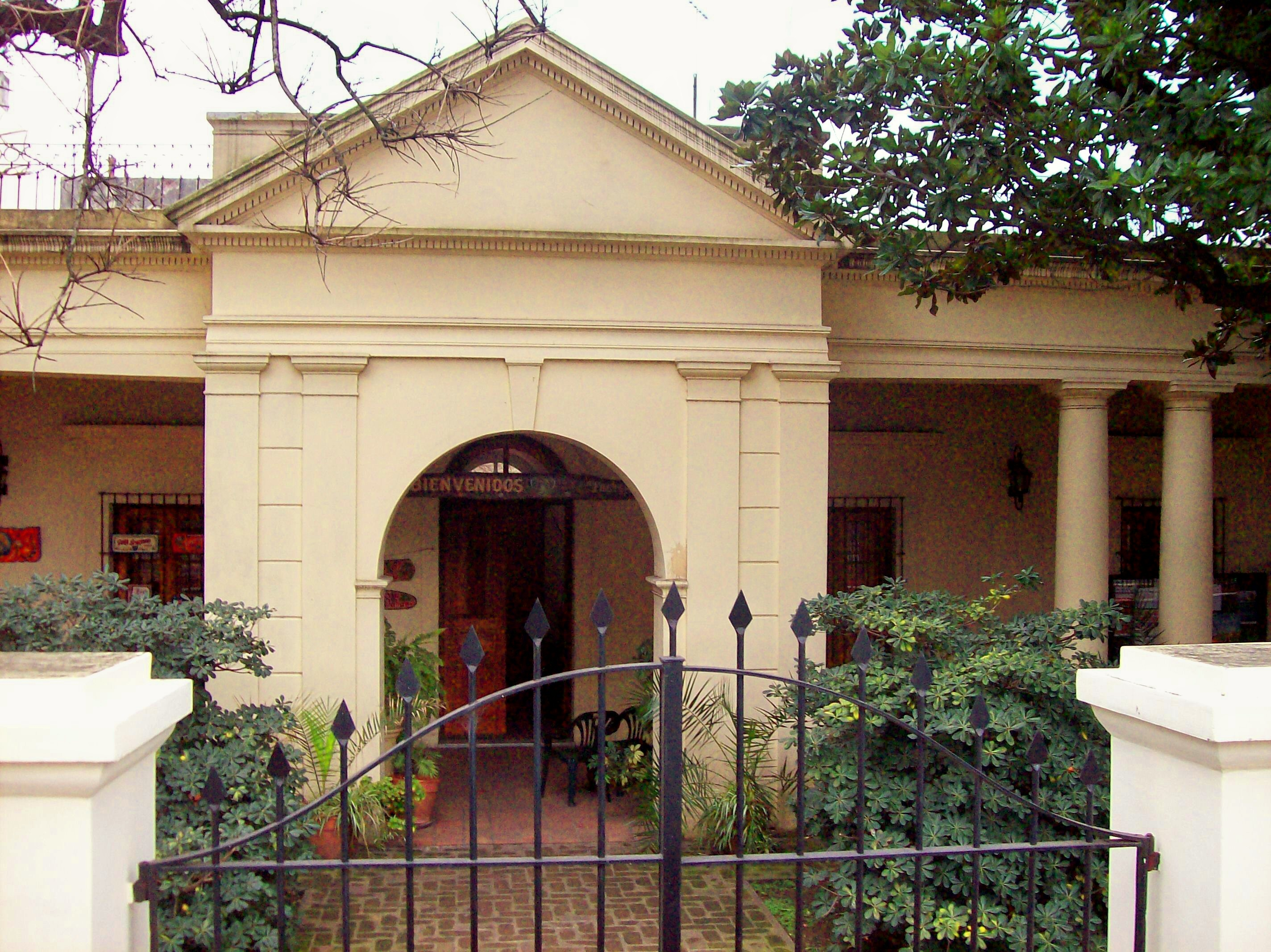
Centro Cultural Marcó del Pont

Conviven en este barrio, incluso en una sola manzana, muestras arquitectónicas de distintas épocas, desde casas de una o dos plantas de los estilos art nouveau y art déco, hasta modernos edificios de departamentos. La histórica casona Marcó del Pont, donde vivió la familia del arquitecto Antonio Marcó del Pont, en la calle José Gervasio Artigas 202, fue declarada Monumento Histórico Nacional en 1978, en plena dictadura militar, gracias a los contactos que la Junta de Estudios Históricos de San José de Flores poseía en dicho gobierno; impulsó su restauración y posterior transformación en la hoy Casa de la Cultura de Flores, cerrada por la pandemia desde 2020.
Su centro comercial es muy populoso y el edificio histórico que allí sobresale es la Basílica de San José de Flores, de 1883, de estilo románico. Flores tiene su Junta de Estudios Históricos, que ha reconstruido la cronología del barrio y rescatado los nombres de personalidades que nacieron o vivieron allí, entre ellos, los escritores Roberto Arlt y Baldomero Fernández Moreno.
Al primero, se lo considera un narrador clave, cuya obra refleja la crisis moral de los años 30 del siglo pasado; Fernández Moreno fue un poeta definido como "sencillista", pues se inspiraba en la vida cotidiana de comienzos de ese siglo. Actualmente, el escritor César Aira, ganador del premio Formentor, quien publicó más de 107 obras, "es el fiel representante de la literatura en el barrio", según el periódico zonal Flores de Papel.   
Parte de su popularidad se basa en los libros El libro del fantasma, Crónicas del Ángel Gris y Cartas marcadas de Alejandro Dolina, y la mitología subyacente de los hombres sensibles de Flores. Ésta mitología se fue desarrollando mientras Dolina trabajaba en revistas de humor y programas de radio, y continuó en los libros que ha escrito. 
En cuanto a la música popular, el tango "Por eso Flores"  el cual expresa pinceladas sobre una de las típicas "barras" de Flores que frecuentaban los cafés cercanos a la estación y el billar Navarrita, el Billar Odeón, entre otros, a finales de la década del 70, entre los eventos de Billar de los prestigiosos jugadores, los hermanos  Enrique, Juan y Ezequiel Navarra, todos ellos campeones del mundo de ese deporte en distintas disciplinas.

## Excavaciones arqueológicas
En el año 2004 se realizaron excavaciones arqueológicas en la Plaza Pueyrredón (coloquialmente conocida como Plaza Flores). En dichas excavaciones fueron hallados innumerables objetos de la vida cotidiana del siglo XIX en el pueblo de San José de Flores. Parte de los objetos hallados se encuentran en exposición en el 6.º piso del CGP N.º 7 en Culpina y Av. Rivadavia, aunque los vecinos no pueden acceder a la misma por permanecer bajo llave y sin acceso del ascensor.

## Instituciones destacadas
El barrio posee varias instituciones destacadas para las artes y la educación general.
La Escuela Primaria N 19 Leandro N. Alem, que sigue manteniendo su estilo arquitectónico por fuera, en una época muy antigua fue sólo de varones, luego incorporaron a las niñas hasta lograr ser mixto y de jornada completa. Se encuentra en Fray Cayetano y Yerbal frente a Plaza Flores o mejor dicho Plaza Pueyrredón.
El colegio Fernando Fader, ubicado en pasaje La Porteña entre avenida Rivadavia y Yerbal, así bautizada en honor al artista, que donó su casa para instalar el colegio. Este colegio, de enseñanza técnica, destaca por la creatividad de sus alumnos debido en parte a la orientación artística de sus talleres, pudiendo observarse en su frente, murales realizados por alumnos de la institución, algunos, de excelente calidad.
Otra institución educativa trascendental en Flores es la Escuela Museo de Bellas Artes N.º 1 D. E. 12, Justo José de Urquiza, que se encuentra en la calle Yerbal 2370, casi Fray Cayetano Rodríguez, donde funciona una sede del museo de Bellas Artes que está abierta al público en general, pudiendo los niños que asisten al establecimiento estar en contacto permanente con obras de célebres pintores argentinos, entre ellos su padríno Benito Quinquela Martín.
También cabe mencionar el Colegio Nacional Nro. 9 Justo José de Urquiza, ubicado en la calle Condarco 290 esquina Bacacay, el Lasalle de Flores, ubicado en Bonifacio entre Pedernera y Rivera Indarte, la escuela primaria República Oriental del Uruguay, ubicada en Carabobo entre Juan Bautista Alberdi y José Bonifacio y el colegio Provincia del Chaco en la Avenida Avellaneda entre Artigas y Bolivia. También se encuentra el colegio Schönthal, ubicado en Av. Nazca y Av. Avellaneda, con los niveles Inicial, primario y secundario.
Entre los colegios destacados del barrio se encuentran el San José de Flores de los Hermanos de La Salle, en la calle José Bonifacio 2475, entre Rivera Indarte y Pedernera.y el Colegio Nuestra Señora de la Misericordia de Flores, en Av. Directorio 2138.
Desde el 3 de agosto de 1999, el barrio tiene su periódico gratuito llamado "Flores de Papel", que imprime 10.000 ejemplares mensuales y se distribuye en más de 300 centros de distribución, incluidos comercios e instituciones. El mismo logró un gran número de premios en su cuarto de siglo de trayectoria. Fue fundado por el reconocido periodista Roberto 
D´Anna, quien es su director hasta la actualidad. Impreso a todo color, se complementa con su versión digital www.floresdepapel.com.ar
El Instituto Vocacional de Arte «Manuel José de Labardén» es una paradigmática escuela de formación artística con sede en la Ciudad de Buenos Aires. Pionero en la educación por el arte, el IVA (según sus siglas) depende del Gobierno de la Ciudad de Buenos Aires y, en sus distintas sedes, funcionan en forma gratuita dos jardines de infantes, talleres de escolares en turnos mañana y tarde, talleres de adolescentes en turno vespertino, talleres de extensión y un curso de especialización docente. El organismo ofrece a sus alumnos una formación integradora a través de la experimentación, elaboración y reflexión sobre los distintos lenguajes artísticos, donde el juego como recurso ocupa un papel preponderante.
Además, el trabajo en grupo es considerado una dinámica de enriquecimiento y generador de intercambio de ideas y experiencias, mientras que el respeto por las diferencias individuales es particularmente valorado dentro del instituto.
No se puede dejar de mencionar al Centro de Formación Profesional Nº 24, situado en la esquina de la calle Morón y Artigas. Reconocido por la calidad de sus cursos y por su compromiso con el barrio, el CFP24 es una escuela pública y gratuita de artes y oficios. Con una matrícula que ronda los 3.000 estudiantes anuales divididos en tres turnos, se pueden realizar allí cursos de gastronomía, peluquería y estética, carpintería, construcción (gas, electricidad, herrería y plomería), refrigeración, cerámica y alfarería, vitrofusión, economía social, fotografía, sonido, diseño gráfico, informática, idiomas, entre otros. Se destaca, también, por las actividades extra-curriculares con las que sostienen la compra solidaria de insumos para sus cursos: la Feria de Artigas (que se realiza el primer sábado de cada mes), la Milonga de Artigas (que se realiza los segundos sábados de cada mes), el cine comunitario (que se realiza el tercer viernes de cada mes), el Portal de Servicios (mediante el que sus egresados buscan insertarse en el mercado de trabajo), la revista El Aprendiz.
En 2018, un grupo de vecinos fundaron el Museo Barrio de Flores (www.museobarriodeflores.com.ar), siendo éste el primero en su segmento en la Ciudad Autónoma de Buenos Aires. El mismo funciona en la calle Ramón Falcón 2207 y exhibe fotos, planos, objetos, cuadros, todos originales,  de toda la historia del barrio. Recientemente, dos niñas, Alma y Lucía, de diez y once años, fundaron una biblioteca gratuita que funciona en el espacio cultural, siendo noticia en los principales medios nacionales.
El atelier casa-taller del artista plástico Gustavo López Armentia situado en Gregorio de Laferrere 3259. Su trabajo de años que le vale ahora dos distinciones por parte de la legislatura porteña de la Ciudad de Buenos Aires Una, de sitio de interés cultural para la casa-taller. La otra, como personalidad destacada de la cultura porteña. La casa, tiene una historia adicional: perteneció a los padres del político populista Juan Domingo Perón. A fines de junio de 2021, el autor donó una obra al Museo Barrio de Flores.  
En cuanto a la educación universitaria la Universidad de Flores posee su campus principal en este barrio.

## Sitios de interés
La Plaza Flores que, con la Iglesia San José que se encuentran uno en frente de otro, es uno de los lugares más reconocidos de Flores. Estos lugares están ubicados en Av Rivadavia entre Rivera Indarte y Pedernera (iglesia) y Av Rivadavia entre Gral. José Gervasio Artigas y Fray Cayetano Rodríguez (plaza).
El Museo Barrio de Flores, primero y único en su segmento en la ciudad de Buenos Aires, funciona en la calle Ramón Falcón 2207 y exhibe fotos, planos, objetos, cuadros, todos originales, de toda la historia del barrio. Se lo puede visitar los días sábados de 16 a 19 horas. 
A lo largo de la avenida Avellaneda, existe un importante polo comercial de indumentaria. Los locales comerciales se encuentran aproximadamente desde Joaquín V. González (en Floresta) hasta Condarco.
Dentro de los límites de este barrio también se encuentra el Estadio Pedro Bidegain, perteneciente al Club Atlético San Lorenzo de Almagro.